# スケーターのいる冬景色
『スケーターのいる冬景色』（スケーターのいるふゆげしき、蘭: Winterlandschap met ijsvermaak、英: Winter Landscape with Skaters）は、17世紀オランダ絵画黄金時代画家ヘンドリック・アーフェルカンプが1608年頃、オーク板上に油彩で描いた絵画である。本作は、1897年にレンブラント協会 (オランダの美術館の作品購入を支援する組織) の援助でアムステルダム国立美術館に購入された。以来、美術館の「コレクション・ハイライト」として登場している。

## 作品
見渡す限りの氷原、冬らしい雰囲気、たくさんの人々。それらは、おびただしい数の冬景色を描いたアーフェルカンプの構成要素である。本作には、凍った川の上で一日を楽しんでいるあらゆる種類のアイス・スケーターが表されている。ドレスアップした人々が日々の用事に勤しんでいる村人の中に立っている。左前景の端では、1匹の犬が死骸の肉に噛みついている。背景では舟が橇に載せられて航海に出ていく一方、前景では漁師たちの一団が凍結されたヨットを氷から取り出そうと努力している。左には、1羽の鳥罠が他の農機具の中に見え、全体の情景が左にある教会によって影を投げかけられている。

ピーテル・ブリューゲル『鳥罠のある冬景色』、1565年、ベルギー王立美術館、ブリュッセル

『スケーターのいる冬景色』は、アーフェルカンプの最初期の作品の1つであると見なされており、ピーテル・ブリューゲルが1565年に制作した『鳥罠のある冬景色』(ベルギー王立美術館、ブリュッセル) を強く想起させる様式で描かれている。地平線を高くとっている構図は、ブリューゲルを手本にしていることが明らかである。また、いくつかの要素は、ブリューゲルの作品から直接取られており、そのうちの1つである鳥罠は、他のアーフェルカンプの作品にも見られる。彼は、自身の主題において、小氷河期、とりわけの1607–1608年の寒い冬の影響を受けており、冬景色に特化した最初のオランダの画家であった。
右側の小屋にアーフェルカンプの署名がされている。

## ギャラリー

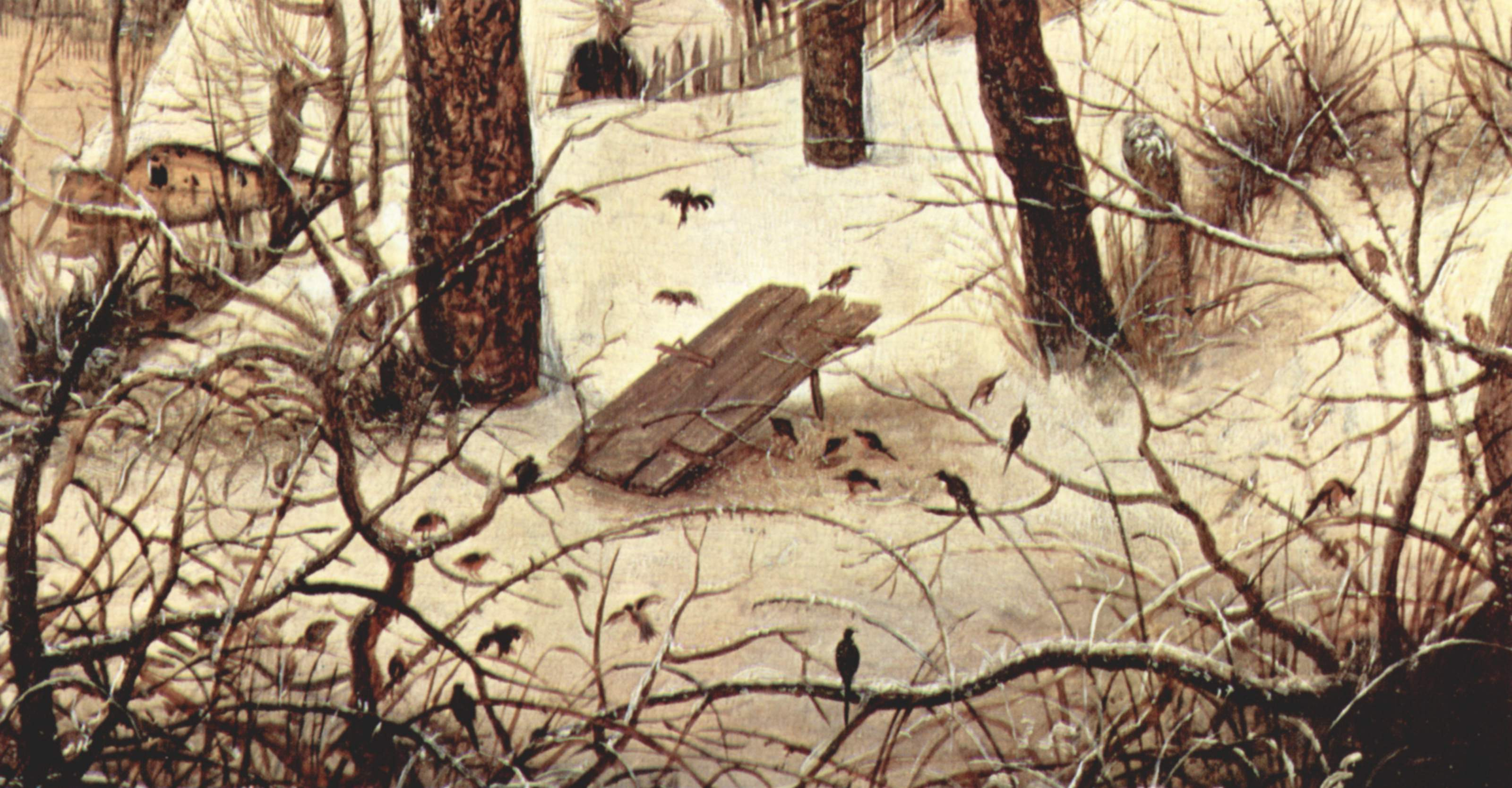
ブリューゲル『鳥罠のある冬景色』の部分。ベルギー王立美術館 (ブリュッセル)
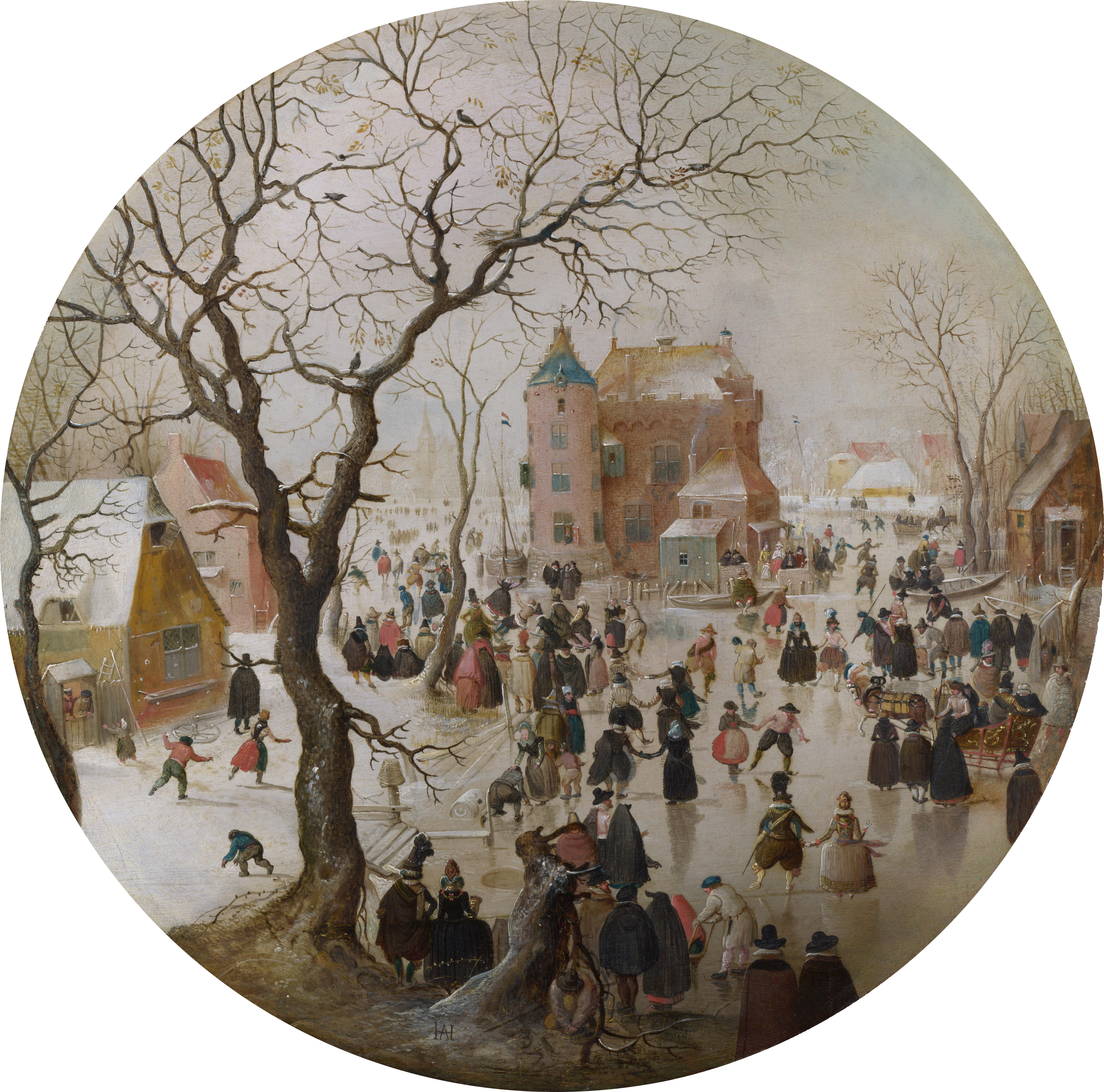
アーフェルカンプ『スケーターのいる城の近くの冬景色』 1608-1609年、ナショナル・ギャラリー (ロンドン)
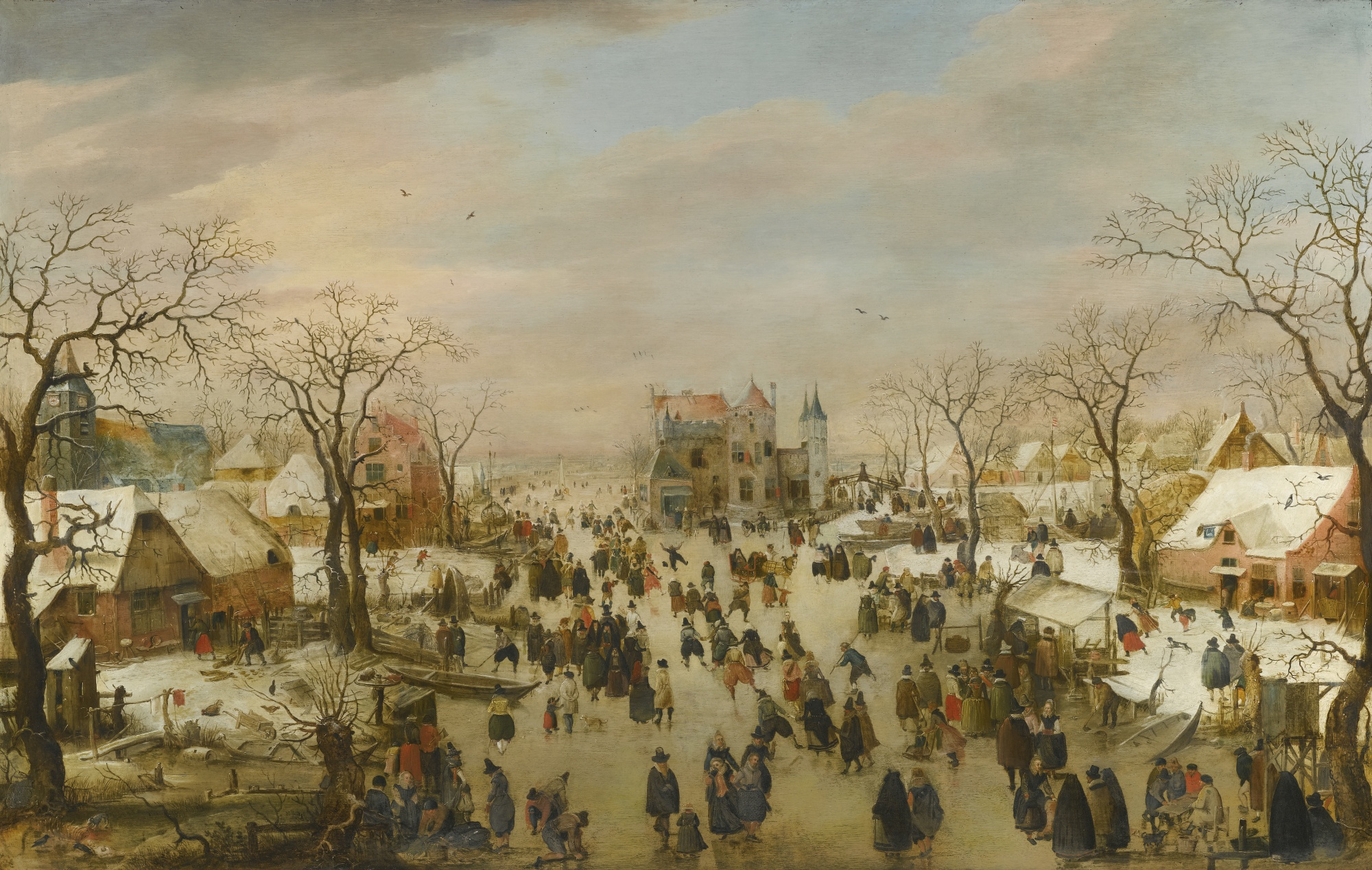
アーフェルカンプ『死骸に噛みついている犬のいる、鳥罠のある冬景色』1610年頃